# Borlovenii Vechi
Borlovenii Vechi – wieś w Rumunii, w okręgu Caraș-Severin, w gminie Prigor. W 2011 roku liczyła 485 mieszkańców. 